# 무관중 경기
무관중 경기(無觀衆競技)는 스포츠 경기에서 관중석을 폐쇄하여 관객 없이 치르는 경기이다. 보통 치명적인 문제를 일으킨 구단에 대한 징계로 실시하는 경우가 많으며, 시설이나 안전 문제 등으로 실시하기도 한다.
2020년초부터 코로나19 바이러스 대유행 때문에 중단되거나 연기된 각국의 스포츠 대회들은 재개하거나 뒤늦게 시작하면 무관중 경기로 진행되었다.

## 축구
2018년 10월 12일에 열린 2018-19년 UEFA 네이션스리그 A 4조의 크로아티아의 홈 경기 2개가 무관중으로 진행되었는데, 크로아티아  관객들이 2015년 6월 12일에 있었던 UEFA 유로 2016 예선 홈 경기에서 인종차별적 행동을 한 것이 문제가 되었기 때문이다.

## 코로나19 범유행영향으로 무관중경기로 진행하는 스포츠대회

### 축구
- 2020년 K리그1, K리그2 2020, K리그2 2021 중 김천 상무 FC의 일부 홈경기: 무기한 무관중경기로 진행된다.
- 중국 슈퍼리그 2020: 빠르면 2020년 6월 26일에 2020년 시즌 시작 가능하며 무기한 무관중경기로 진행될 것이다.
- J1/J2/J3리그 2020, J1/J2/J3리그 2021 중 일부 경기: 추후 리그 재개시 남은 경기들은 무관중경기로 진행될 것이다.
- 라리가 2019-20, 라리가 2020-21(마지막 37-38 라운드 제외): 2020년 6월 11일 재개시 남은 경기들은 무관중경기로 진행될 것이다.
- 프리미어리그 2019-20, 프리미어리그 2020-21(마지막 37-38 라운드 제외): 2020년 6월 17일 재개시 남은 경기들은 무관중경기로 진행될 것이다.
- 분데스리가 2019-20, 분데스리가 2020-21(2020년 10월하순~시즌말): 2020년 5월 15일부터 재개하여 무관중경기로 진행 중이다.
- 세리에 A 2019-20, 세리에 A 2020-21(마지막 38 라운드 제외): 2020년 6월 재개시 남은 경기들은 무관중경기로 진행될 것이다.
- 리그 1 2020-21 시즌과 쿠프 드 프랑스 2020-21: 2020년 10월 하순부터 시즌말까지 무관중경기로 진행되었다.
- 러시아 프리미어리그 2019-20: 2020년 6월 28일 남은 경기들은 무관중경기로 진행될 것이다.
- 포르투갈 프리메이라리가: 2020년 6월 재개시 남은 경기들은 무관중경기로 진행될 것이다.
- 오스트리아 푸스발-분데스리가: 2020년 6월 재개시 남은 경기들은 무관중경기로 진행될 것이다.
- 덴마크 수퍼리그: 2020년 6월 재개시 남은 경기들은 무관중경기로 진행될 것이다.
- 스웨덴 알스벤스칸: 빠르면 2020년 6월에 2020년 시즌 시작 가능.
- UEFA 챔피언스리그와 유로파리그: 2020년 8월에 8강전부터 중립지역에서 단판 무관중경기로 재개될 예정이다.(챔피언스리그: 터키 이스탄불;  유로파리그: 폴란드 그단스크)
- 천황배 JFA 전일본 축구선수권대회 : 2020년 100회 대회에는 매년 1월 1일에 열리는 무관중 경기로 진행될 것이다.

### 야구
- 2020년 KBO 리그
- 2021년 KBO 리그

### 국제대회
- 2020년 하계 올림픽
- 2022년 동계 올림픽